# Vault Records
Vault Records fue un sello discográfico fundado por Jack Lewerke y Ralph Keffel en Los Ángeles en 1963.

## Historia
Vault es conocido por contribuir a la popularidad del surf rock al lanzar Surfbeat, el álbum debut de The Challengers. Atco Records distribuyó las grabaciones del sello hasta 1965, cuando Autumn Records, un sello independiente de San Francisco, se hizo cargo de la tarea. Tras el cierre de Autumn en 1966, Vault adquirió su catálogo. A medida que el surf rock perdía popularidad, Vault reeditó algunos de sus lanzamientos más oscuros y contrató a músicos de rock psicodélico como The Chambers Brothers. Para 1969, Vault había lanzado dos sencillos en las listas de éxitos nacionales y Lewerke vendió la compañía a National Tape Distributors of Milwaukee. En 1971, recompró las cintas maestras y reeditó material en JAS Records.
El catálogo de jazz de Vault incluía álbumes de Hampton Hawes, Charlie Barnet y Larry Bunker con Gary Burton .
- Datos: Q21262037
- Multimedia: Vault Records / Q21262037